# Hu Na
Hu Na (chinesisch 胡娜, Pinyin Hú Nà; * 16. April 1963 in Chengdu, VR China) ist eine ehemalige Tennisspielerin. Nachdem sie sich auf einer Reise der chinesischen Tennis-Nationalmannschaft durch Kalifornien abgesetzt hatte, führte der Vorfall 1983 auch zu diplomatischen Verwicklungen zwischen den USA und China.

## Leben
Hu Na war Anfang der 1980er Jahre eine der besten chinesischen Tennisspielerinnen. 1981 nahm sie am Fed Cup teil. Während eines Aufenthalts in Santa Clara mit dem chinesischen Fed-Cup-Team im Juli 1982 floh sie aus ihrem Hotelzimmer zu Bekannten. Sie begründete dies damit, dass sie wegen ihrer Weigerung, in die Kommunistische Partei einzutreten, zunehmender Verfolgung ausgesetzt gewesen wäre. Die amerikanischen Behörden erlaubten Hu Na, zunächst im Land zu bleiben. Die chinesische Regierung ließ verlautbaren, dass sie in ihrer Heimat nicht bestraft werden würde. Im April 1983 genehmigten die amerikanischen Behörden Hu Nas Antrag auf politisches Asyl, wogegen die chinesische Regierung aufs schärfste protestierte und mit dem Abbruch des bilateralen Austausches in den Bereichen Sport und Kultur drohte. Der Vorfall hatte jedoch keine nennenswerten Auswirkungen auf die Beziehungen zwischen den USA und der Volksrepublik China.
Anschließend spielte Hu Na für die USA, hatte aber Schwierigkeiten, mit den Topspielerinnen der WTA Tour mitzuhalten. Ihr bestes Ergebnis bei einem Grand-Slam-Turnier war das Erreichen der dritten Runde in Wimbledon im Jahr 1985. 1991 trat sie aus gesundheitlichen Gründen vom Profitennis zurück und übersiedelte nach Taiwan.
Seitdem kommentiert Hu Na Tennis-Übertragungen für Fernsehsender aus Taiwan und den USA. Im Herbst 2011 kehrte sie zum ersten Mal nach China zurück und kommentierte für das taiwanesische Fernsehen das Turnier in Peking. In einem im Juli 2003 geführten Interview mit chinesischen Journalisten bedauerte sie ihre damalige Entscheidung und führte allein sportliche Gründe sowie ihr damals jugendliches Alter als Gründe an.
Neben ihren Tätigkeiten fürs Fernsehen betreibt sie eine Tennisschule in Taipeh.

## Turniersieg im Doppel
| Nr. | Datum         | Turnier     | Kategorie  | Preisgeld | Belag     | Partnerin        | Finalgegnerinnen           | Ergebnis |
| --- | ------------- | ----------- | ---------- | --------- | --------- | ---------------- | -------------------------- | -------- |
| 1.  | 30. Juli 1989 | Schenectady | WTA Tier V | $ 75.000  | Hartplatz | Michelle Jaggard | Sandra Birch Debbie Graham | 6:3, 6:2 |

## Grand-Slam-Resultate

### Einzel
| Turnier         | 1985 | 1986 | 1987 | 1988 | 1989 | 1990 | Karriere |
| --------------- | ---- | ---- | ---- | ---- | ---- | ---- | -------- |
| Australian Open | 2R   | —    | 2R   | —    | —    | —    | 2R       |
| French Open     | —    | 1R   | —    | 1R   | —    | 2R   | 2R       |
| Wimbledon       | 3R   | 2R   | 2R   | 1R   | 2R   | 1R   | 3R       |
| US Open         | 2R   | 2R   | 1R   | 1R   | 1R   | —    | 2R       |